# 馬場義久
馬場 義久（ばば よしひさ、1949年 - ）は、日本の経済学者。財政学、社会保障論専攻。早稲田大学名誉教授。

## 人物・経歴
1972年一橋大学経済学部卒業。1977年一橋大学大学院経済学研究科修士課程修了。1981年一橋大学大学院経済学研究科博士課程単位取得退学。指導教官江見康一。同年関東学院大学経済学部専任講師。1984年関東学院大学経済学部助教授。1985年長崎大学経済学部助教授。1991年長崎大学経済学部教授。1993年早稲田大学政治経済学部教授。2019年早稲田大学名誉教授。専攻は財政学、社会保障論。

## 著作

### 著書
- 『わが国のフリンジ・ベネフイツトの実態とその課税方法に関する研究』早稲田大学 1992年
- 『わが国における法人税と個人所得税の負担調整のあり方に関する研究』早稲田大学 1994年
- 『都市復興の法と財政』（三宅雄彦,和田正幸と共著）勁草書房 1997年
- 『所得課税の理論と政策』税務経理協会 1998年
- 『多国籍企業の投資と法人税システムのあり方に関する研究』早稲田大学 1998年
- 『資産所得課税の理論と実際』日本証券経済研究所 2000年
- 『課税の中立性とわが国の金融所得税制のあり方に関する理論的・実証的研究』早稲田大学 2003年
- 『マクロ経済学と経済制度』（編）早稲田大学出版部 2005年
- 『現代財政学』（横山彰,堀場勇夫と共著）有斐閣 2009年
- 『日本の財政を考える』（横山彰,堀場勇夫,牛丸聡と共著）有斐閣 2017年

### 訳書
- D.J.ハリス『資本蓄積と所得分配』（森義隆と共訳）日本経済評論社 1983年
- J.A.ペックマン『税制改革の理論と現実』（石弘光と共訳）東洋経済新報社 1988年
- ピーター・バーチ・ソレンセン編著『北欧諸国の租税政策』（監訳）日本証券経済研究所 2001年